# Alan Huckle
Pour les articles homonymes, voir Huckle.
Alan Edden Huckle (né le 15 juin 1948) est un administrateur colonial britannique. Il est Haut-Commissaire du territoire britannique de l'océan Indien de 2001 à 2004, puis gouverneur d'Anguilla de 2004 à 2006, avant d'être nommé gouverneur des Îles Malouines et haut-commissaire de Géorgie du Sud-et-les Îles Sandwich du Sud. Au cours de son mandat comme gouverneur des îles Falkland, Huckle supervise la mise en œuvre de la nouvelle Constitution en 2009. Il est remplacé comme gouverneur par Nigel Haywood en octobre 2010.